# Begraafplaats van Halluin
De Begraafplaats van Halluin (Cimetière d'Halluin) is een gemeentelijke begraafplaats in de Franse stad Halluin in het Noorderdepartement. De grote begraafplaats ligt tussen de stadskern en de wijk Mont d'Halluin.

## Oorlogsmonument
Centraal op de begraafplaats staat een monumentaal gedenkteken voor de soldaten uit Halluin die sneuvelden voor hun vaderland. Het monument werd ingehuldigd op 13 oktober 1895. Het draagt opschriften ter herinnering aan de gesneuvelden uit de oorlogen ten tijde van het Tweede Keizerrijk, de Krimoorlog, de Frans-Duitse Oorlog uit 1870, de wereldoorlogen en de Indochinese Oorlog. Na de Eerste Wereldoorlog werden ook enkele lichamen van gerepatrieerde gesneuvelden aan de voet van het monument begraven. Er liggen nu zo'n 80 gesneuvelden uit beide wereldoorlogen begraven.

## Britse oorlogsgraven
Aan de noordelijke rand van de begraafplaats bevindt zich een perk met 44 graven van Britse gesneuvelden uit de Eerste- en Tweede Wereldoorlog. Daarvan zijn er 36 uit de Eerste Wereldoorlog (waaronder 1 niet geïdentificeerde) en 8 uit de Tweede Wereldoorlog (waaronder 1 niet geïdentificeerde).
Er liggen 39 Britten, 3 Canadezen en 2 Nieuw-Zeelanders. Voor 2 Britten werden Special Memorials opgericht omdat hun graven door artillerievuur werden vernietigd en niet meer gelokaliseerd konden worden. Het Britse perk wordt onderhouden door de Commonwealth War Graves Commission en staat in de CWGC-registers als Halluin Communal Cemetery genoteerd. Vanachter een hek kijkt men uit op de Duitse militaire begraafplaats die aan de gemeentelijke begraafplaats grenst. 

## Duitse begraafplaats
Tegen de noordoostelijke rand van de gemeentelijke begraafplaats ligt een afzonderlijke Duitse militaire begraafplaats, het Deutscher Soldatenfriedhof Halluin, met gesneuvelden uit de Eerste Wereldoorlog. 